# SŽD-Baureihe ТЭМ15
Die Lokomotiven der Baureihe ТЭМ15 (deutsche Transkription TEM15) der Sowjetischen Eisenbahnen (SŽD) sind  breitspurige Diesellokomotiven, die als Weiterentwicklung der vorher gefertigten ТЭМ2M gebaut wurden. Von dieser Baureihe wurden der Dieselmotor 6D 49 (ausgeliefert von dem Werk Kolomna), die Aufbauten und die Fahrerkabine übernommen.
Die Baureihe wurde ab 1987 im Werk Brjansk gebaut. Sie war unter der Bezeichnung ТЭМ15K ursprünglich für Kuba vorgesehen; die größte Anzahl an Lokomotiven erhielten jedoch sowjetische und nachsowjetische Industrieunternehmen. 1995 wurde die Produktion des Dieselmotors 6D 49 im Werk Kolomna eingestellt, was für die Produktion der Reihe ТЭМ15 das Ende bedeutete.